# Різдвяна омела
«Різдвяна омела», або «Гілка поцілунків» — основна традиційна різдвяна прикраса в Англії, до поширення різдвяної ялинки у другій половині XIX століття.

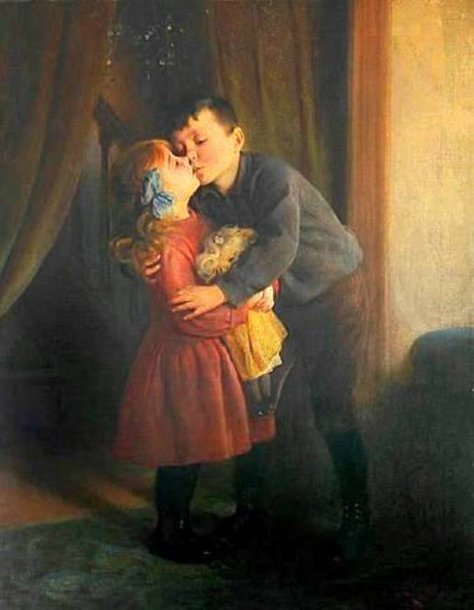
«Під омелою» (Карл Вітковський, 1860—1910).

Ймовірно, звичай прикрашати гілками омели свята, що припадають на дні зимового сонцестояння, зберігся в Англії з часів друїдів, які вважали вічнозелену омелу священною рослиною. Традиційна англійська прикраса має форму подвійного кільця або сфери..
Особу, яка випадково опинилася під гілкою омели, дозволялося поцілувати будь-кому. Звідси походить назва «гілка поцілунків».